# Jean-Maurice Rouquette
Jean-Maurice Rouquette (28. července 1931 – 22. ledna 2019) byl francouzský historik specializující se na starověkou a románskou architekturu Provence a kurátor oddělení starožitností v Musée de l'Arles et de la Provence.

## Životopis
Rouquette studoval na univerzitě v Aix-Marseille, kde studoval u Georgese Dubyho a Jeana-Rémyho Palanquea. Zajímal se zejména o paleochristickou a románskou Provence. Byl kurátorem Musées et Monuments d'Arles od roku 1956 do roku 1996. Rouquette působil jako prezident Autonomního výboru Museon Arlaten, prezident Académie d'Arles a návrhář a hlavní kurátor oddělení starožitností Musée de l'Arles et de la Provence. Byl také spoluzakladatelem fotografického festivalu Rencontres d'Arles (1970) a Parc naturel régional de Camargue. Rouquette byl členem Conseil économique, social et environnemental régional - Provence-Alpes-Côte d'Azur (CESER) a byl členem výboru pro cestovní ruch.
Jean-Maurice Rouquette zemřel 22. ledna 2019, bylo mu 87 let.

## Dílo
- Trois nouveaux sarcophages chrétiens à Trinquetaille (1974)
- Itinéraires romans en Provence (1978)
- Provence Romane (1982)
- Arles antique, monuments et sites (Starožitnosti, památky a naleziště v Arles, 1989)
- Arles antique (1990)
- L’Abbaye de Montmajour (1999)
- Promenades en Provence Romane (2002)
- Arles, histoire, territoires et cultures. (2008)
- Le théâtre antique d'Arles (2010)